# Euroleague Basketball Company
Euroleague Basketball Company – prywatna firma, która stworzyła i zarządza czołowymi klubowymi rozgrywkami koszykarskimi w Europie, najwyższej (Euroliga) oraz drugiej klasy rozgrywkowej (Eurocup). Zajmuje się prowadzeniem rozgrywek  Euroligi od 2000 roku. Jej organizację przejęła w 2000 r. od FIBA Europa, natomiast w miejsce organizowanych przez FIBA Pucharu Saporty i Pucharu Koracia w 2002 r. utworzyła ULEB Cup.
Prowadzi również rankingi narodowych lig koszykarskich oraz zarządza turniejem – Euroleague Basketball Next Generation Tournament. Jej siedziba mieści się w Barcelonie (Hiszpania).

## Rozgrywki
- I szczebel:
  - Euroleague (2000-2016)
  - EuroLeague (od 2016)
- II szczebel:
  - ULEB Cup (2002-2008)
  - Eurocup Basketball (2008-2016)
  - EuroCup Basketball (od 2016)